# 강남엄마 따라잡기
《강남엄마 따라잡기》는 2007년 6월 25일부터 2007년 8월 21일까지 방송했던 SBS 월화 드라마로 대한민국의 교육 문제를 다루었다.

## 등장 인물

### 주요 인물
| 연기자 | 맡은 역 | 극 중 직업                | 특징                                                                                         |
| ------ | ------- | ------------------------- | -------------------------------------------------------------------------------------------- |
| 하희라 | 현민주  | 일식집 서빙, 대리운전기사 | 주인공, 아들 진우의 교육을 위해 강남으로 이사왔다. 가난하지만 정의롭게 살아간다.             |
| 유준상 | 서상원  | 국어교사                  | 서울대 출신, 기자 일을 하다 잘리고 태구의 추천으로 최강중학교 선생님이 된다. 민주 집 하숙생. |
| 정선경 | 이미경  | 주부                      | 민주의 고등학교 동창, 준웅의 새엄마. 무식하지만 밝은 성격.                                   |
| 김성은 | 한수진  | 체육교사                  | 최강중학교 한대수 이사장의 딸. 상원을 좋아한다. 순수하다.                                    |
| 임성민 | 윤수미  | 주부                      | 민주의 고등학교 동창, 고교 시절 라이벌.                                                      |

### 학교 사람들
| 연기자 | 맡은 역 | 극중 직업  | 특징        |
| ------ | ------- | ---------- | ----------- |
| 장정희 | 나은미  | 교감선생님 |             |
| 정원중 | 조경섭  | 영어교사   | 기러기 아빠 |
| 정은표 | 이태구  | 체육교사   | 노총각      |
| 이승민 | 정명심  | 수학교사   | 노처녀      |
| 최종률 | 김정호  | 국사교사   | 청렴하다    |

### 아역
| 연기자 | 맡은 역 | 극중 직업 | 특징                                                                                          |
| ------ | ------- | --------- | --------------------------------------------------------------------------------------------- |
| 박은빈 | 이지연  | 중2       | 수미의 딸, 야무지고 똑똑한 알파걸.                                                            |
| 맹세창 | 최진우  | 중2       | 민주의 아들, 강북의 전교 1등에서 강남으로 전학온다.                                           |
| 이민호 | 도준웅  | 중2       | 미경의 아들, 꼴찌. 지연을 좋아한다. 공부를 포기하고 태구의 추천으로 산타기에 재능을 발견한다. |
| 김학준 | 이창훈  | 과학고생  | 화가가 꿈이었지만 엄마 수미의 등살에 과학고에 진학한다.                                       |
| 김태진 | 김성호  | 중2       | 지영의 둘째 아들, 과학고에 다니는 형이 있다. 진우를 괴롭힌다.                                 |
| 강서연 | 권수빈  |           |                                                                                               |

### 그 외 인물
| 연기자   | 맡은 역     | 극중 직업 | 특징                                                                            |
| -------- | ----------- | --------- | ------------------------------------------------------------------------------- |
| 김일우   | 도상식      | 사업가    | 미경의 남편, 무식하다.                                                          |
| 선우재덕 | 이준호      | 은행원    | 수미의 남편, 외도를 하고 있다.                                                  |
| 최수린   | 최일영      |           | 민주의 시누이                                                                   |
| 김미라   | 최이영      |           | 민주의 둘째 시누이                                                              |
| 김광인   | 의사        |           |                                                                                 |
| 남윤정   | 장영자      |           | 민주의 시어머니                                                                 |
| 강신조   | 성호아빠    | 신문기자  | 옛 상원의 상사, 상원을 신문사에서 갈구고 노래방도우미 알바하는 민주를 성추행함. |
| 오아랑   | 지영        | 주부      | 성민, 성호의 엄마                                                               |
| 전현아   | 주희        | 주부      | 수빈의 엄마                                                                     |
| 정시아   | 혜수        | 유학생    | 일영 딸                                                                         |
| 신신애   | 일식집 주인 |           |                                                                                 |
| 류경수   |             |           |                                                                                 |

## 시청률
아래의 파란색 숫자는 '최저 시청률'이고, 빨간색 숫자는 '최고 시청률'입니다. 시청률조사회사와 지역별로 시청률에 차이가 있을 수 있습니다.
| 2007년 | 2007년   | 2007년         | 2007년         | 2007년       |
| 회차   | 방송일   | TNmS 시청률    | AGB 시청률     | AGB 시청률   |
| 회차   | 방송일   | 대한민국(전국) | 대한민국(전국) | 서울(수도권) |
| ------ | -------- | -------------- | -------------- | ------------ |
| 제1회  | 6월 25일 | 14.4%          | 15.2%          | 17.0%        |
| 제2회  | 6월 26일 | 16.2%          | 16.0%          | 16.8%        |
| 제3회  | 7월 2일  | 16.6%          | 15.2%          | 16.4%        |
| 제4회  | 7월 3일  | 16.3%          | 16.2%          | 16.7%        |
| 제5회  | 7월 9일  | 16.3%          | 15.0%          | 16.1%        |
| 제6회  | 7월 10일 | 17.1%          | 16.4%          | 17.6%        |
| 제7회  | 7월 16일 | 15.5%          | 13.6%          | 13.8%        |
| 제8회  | 7월 17일 | 16.6%          | 18.1%          | 19.3%        |
| 제9회  | 7월 23일 | 15.2%          | 17.2%          | 17.7%        |
| 제10회 | 7월 24일 | 16.6%          | 17.5%          | 18.2%        |
| 제11회 | 7월 30일 | 15.4%          | 15.4%          | 16.5%        |
| 제12회 | 7월 31일 | 16.1%          | 17.0%          | 17.9%        |
| 제13회 | 8월 6일  | 14.1%          | 15.5%          | 16.5%        |
| 제14회 | 8월 7일  | 16.8%          | 18.2%          | 19.4%        |
| 제15회 | 8월 13일 | 15.9%          | 16.2%          | 16.8%        |
| 제16회 | 8월 14일 | 16.8%          | 17.7%          | 19.2%        |
| 제17회 | 8월 20일 | 16.0%          | 16.3%          | 17.9%        |
| 제18회 | 8월 21일 | 17.5%          | 17.0%          | 18.4%        |

## 수상
- 2007년 SBS 연기대상
  - 미니시리즈 부문 여자 연기상 - 하희라
  - 미니시리즈 부문 남자 연기상 - 유준상

## 참고 사항
- 당초 16부작으로 기획됐으나 연출자 홍창욱 PD가 "학부모, 교사, 교육 문제 등의 얘기를 풀어냈는데 정작 교육의 당사자인 학생들의 얘기를 모두 하지 못했다"라고 아쉬움을 표명했고 이를 마무리 지을 수 있도록 2회 연장하게 해 달라고 SBS에 부탁해 18부작으로 막을 내렸다.[2]
- SBS는 《왕과 나》를 《내 남자의 여자》 후속으로 월화 드라마로 편성하는 듯 했다. 그러나, 캐스팅 상의 문제[3]로 《강남엄마 따라잡기》를 대체 편성했고 이 때문에 《왕과 나》는 《강남엄마 따라잡기》 후속으로 변경됐다.